# Lignano Sabbiadoro
Lignano Sabbiadoro is een gemeente in de Italiaanse provincie Udine (regio Friuli-Venezia Giulia) en telt 6795 inwoners (31-12-2004). De oppervlakte bedraagt 16,2 km², de bevolkingsdichtheid is 364 inwoners per km².

## Demografie
Lignano Sabbiadoro telt ongeveer 3316 huishoudens. Het aantal inwoners steeg in de periode 1991-2001 met 5,1% volgens cijfers uit de tienjaarlijkse volkstellingen van ISTAT.
| Jaar | Inwoneraantal |
| ---- | ------------- |
| 1991 | 5695          |
| 2001 | 5983          |

## Geografie
De gemeente ligt op ongeveer 5 meter boven zeeniveau.
Lignano Sabbiadoro grenst aan de volgende gemeenten: Latisana, Marano Lagunare, San Michele al Tagliamento (VE).